# Gilbert Pérol
Gilbert Pérol (Tunis, 1926 - Paris, 1995,) est un diplomate et écrivain français.

## Biographie
Chef des services de presse de l'Élysée jusqu'en 1967, directeur général d'Air France de 1974 à 1982, il est ambassadeur de France en Tunisie de 1983 à 1985, au Japon de 1985 à 1987, secrétaire général du ministère des Affaires étrangères de 1987 à 1988, puis ambassadeur en Italie de 1988 à 1991,.

## Œuvres
- La grandeur de la France (Albin Michel, 1992)

## Sources
- Éric Chiaradia, L'entourage du général de Gaulle : juin 1958-avril 1969, 2011
- Huguette Pérol, Gilbert Pérol, un diplomate non conformiste, L’Harmattan, Paris, 2014
- Paul-André Comeau, Jean-Pierre Fournier, Le lobby du Québec à Paris : les précurseurs du général de Gaulle, 2002
- René Mayer, Français d'Afrique du Nord, ce qu'ils sont devenus : dictionnaire biographique, 2007